# Slartibartfast
Slartibartfast är en litterär figur i Douglas Adams romaner om Liftarens guide till galaxen. Slartibartfast bor och arbetar på planeten Magrathea där man tillverkar just planeter. Till yrket är han designer av kustlinjer. Han är förtjust i fjordar och fick ett pris för sin design av Norge. När Arthur Dent och Ford Prefect besökte den forntida jorden såg de Slartibartfast namnteckning i en glaciär.